# Esztaol
Esztaol — (hbr: אֶשְׁתָּאוֹל) co znaczy Błaganie, miejscowość występująca w Piśmie Świętym Starego Testamentu, jako graniczna dla plemienia Judy (Joz 15:33) i Dana (Joz 19:41). W Biblii występuje wraz z sąsiednim Sorea. Powiązana z działalnością i miejscem pochówku Samsona. To w tej okolicy obozowali Danici (Sdz 13:25) i stąd wyruszyli na poszukiwania innego miejsca niż to, które przydzielił im Pan (Sdz r. 18). O późniejszych jej losach nie ma już w Biblii wzmianki.
Jej położenie to Szefela.
W źródłach pozabiblijnych jej istnienie, w czasach rzymskich, poświadcza Euzebiusz, który znał miejscowość o tej nazwie w okręgu Bet Gubrin. Wspomina o niej również Talmud.
Bywa utożsamiana z miejscowością Iszwa, ale istnieje również Tel Eshta'ol. Jak dotąd nie były tam jednak prowadzone badania archeologiczne.
Obecnie nazwę Eszta’ol nosi moszaw położony w okolicy (31°46′52″N 35°00′36″E).